# Oil of Every Pearl's Un-Insides
Oil of Every Pearl's Un-Insides (estilizado em letras maiúsculas) é o álbum de estreia da personalidade escocesa atuante na área de produção musical Sophie. Foi lançado em 15 de junho de 2018, pela Transgressive, Future Classic e pela própria gravadora de Sophie, MSMSMSM. De acordo com uma fonte, o título pode ser uma variante da frase "I love every person's insides". Oil of Every Pearl's Un-Insides foi recebido com ampla aclamação pela crítica e recebeu uma indicação para o Melhor Álbum Dance/Eletrônico no 61º anual Grammy Awards. Um álbum de remixes foi lançado em julho de 2019 intitulado Oil of Every Pearl's Un-Insides Non-Stop Remix Album.

## Singles
Na promoção do álbum, três singles foram lançados—"It's Okay to Cry", "Ponyboy" e "Faceshopping".O primeiro single, "It's Okay to Cry", foi lançado junto com um videoclipe auto-dirigido de Sophie, de forma despida, cantando diretamente para a câmera em um estúdio atrás de céus digitais e arco-íris. O vídeo marcou a "primeira aparição pública adequada de Sophie".
O segundo single, "Ponyboy", foi lançado em dezembro de 2017. Para seu videoclipe, Sophie trabalhou com o coletivo de performance FlucT, para coreografar "um ménage à trois dramatizado". O terceiro e último single, "Faceshopping", trata de gênero, beleza e corpo e apresenta vocais de Cecile Believe. O videoclipe que o acompanha distorce as renderizações em 3D do rosto de Sophie, intercaladas com imagens estroboscópicas.

## Música
A faixa de abertura "It's Okay to Cry" é uma balada que começa com Sophie cantando suavemente e intimamente com arranjos de sintetizador no estilo dos anos 80, antes que a música se intensifique e os vocais de Sophie cresçam para um lamento. Foi a primeira música de Sophie na área de canto e composição, e sua letra e videoclipe foram feitos como Sophie se assumindo publicamente como transgênero. "Ponyboy" e "Faceshopping" são faixas divertidamente agressivas e hiperativas que fazem uso de pitch shifting e têm temas de identidade transgênero e transhumanismo. Oil of Every Pearl's Un-Insides incorpora uma variedade eclética de gêneros e estilos, incluindo avant-pop, música industrial, glitch music, electro, ambiente, dance-pop, EDM, ambient house, techno industrial, drone, synth-pop, eurodance, R&B contemporâneo e dream pop.

## Recepção crítica
| Críticas profissionais | Críticas profissionais |
| Pontuações agregadas   | Pontuações agregadas   |
| Fonte                  | Avaliação              |
| ---------------------- | ---------------------- |
| AnyDecentMusic?        | 8.2/10                 |
| Metacritic             | 86/100                 |
| Avaliações da crítica  |                        |
| Fonte                  | Avaliação              |
| AllMusic               | [ 26 ]                 |
| Exclaim!               | 9/10                   |
| The Guardian           | [ 27 ]                 |
| NME                    | [ 28 ]                 |
| Tiny Mix Tapes         | [ 29 ]                 |
| Pitchfork              | 8.6/10                 |
| Q                      | [ 30 ]                 |
| Rolling Stone          | [ 1 ]                  |
| The Times              | [ 31 ]                 |
| Vice (Expert Witness)  | A−                     |

Oil of Every Pearl's Un-Insides foi recebido com aclamação universal após seu lançamento. No Metacritic, que atribui uma classificação padrão de 100 a críticas de publicações profissionais, Oil of Every Pearl's Un-Insides recebeu uma pontuação média de 86, com base em 22 críticas, indicando "aclamação universal". Escrevendo para a Pitchfork, Sasha Geffen elogiou o álbum como "amplo e bonito, enquanto ainda mantinha a sensação desorientadora e latex-pop de sua fascinante técnica de produção" e disse que enquanto os "primeiros singles" de Sophie exibiam uma forte sensação de economia e uma senso de humor matador, OIL faz uma aposta pela beleza transcendente." Pedro Boulos, da Exclaim!, disse, "Apesar de todos os elogios que poderiam ser acumulados na maior parte da produção de Sophie, o melhor que me vem à mente é que parece que ninguém mais poderia ter feito Oil of Every Pearl's Un-Insides. Esse é o tipo de música que, em 20 anos, podemos olhar para trás como um ponto crucial para mudar a trajetória do som da música pop."
Analisando o álbum para a AllMusic, Heather Phares comparou-o favoravelmente ao lançamento anterior de Sophie, Product, alegando que "Sophie nunca é indecisa enquanto leva seus sons e conceitos ao extremo. Onde Product parecia uma coleção de sucessos pop alienígenas, Oil of Every Pearl 's Un-Insides está repleto de interlúdios, passagens e declarações importantes que permitem que Sophie se aprofunde na segunda metade do álbum." Joe Rivers, da Clash, escreveu: "Sophie consegue incorporar o pessoal sem diminuir o que a diferencia em primeiro lugar, e isso cria um disco que é tão comovente quanto emocionante".

## Reconhecimentos
| Publicação     | Reconhecimento                            | Posição | Ref.   |
| -------------- | ----------------------------------------- | ------- | ------ |
| Crack Magazine | Top 50 Álbums de 2018                     | 1       | [ 34 ] |
| Dazed          | Os 20 Melhores Álbums de 2018             | 3       | [ 35 ] |
| Noisey         | Os 100 Melhores Álbums de 2018            | 31      | [ 36 ] |
| Pitchfork      | Os 50 Melhores Álbums de 2018             | 18      | [ 37 ] |
| Stereogum      | Os 10 Melhores Álbums Eletrônicos de 2018 | 1       | [ 38 ] |
| Uproxx         | 20 Álbums Pop Imperdíveis de 2018         | 19      | [ 39 ] |

| Publicação | Reconhecimento                       | Posição | Ref.   |
| ---------- | ------------------------------------ | ------- | ------ |
| AllMusic   | Década em Análise                    | —       | [ 40 ] |
| Pitchfork  | Os 200 Melhores Álbums dos anos 2010 | 74      | [ 41 ] |

| Cerimônia         | Categoria                     | Resultado | Ref.   |
| ----------------- | ----------------------------- | --------- | ------ |
| 61° Grammy Awards | Melhor Álbum Dance/Eletrônico | Indicado  | [ 42 ] |

## Lista de faixas
| Lista de faixas de Oil of Every Pearl's Un-Insides |                                 |                       |         |  |
| N.º                                                | Título                          | Escritor(es)          | Duração |  |
| 1.                                                 | "It's Okay to Cry"              | Sophie                | 3:51    |  |
| 2.                                                 | "Ponyboy"                       | Sophie                | 3:15    |  |
| 3.                                                 | "Faceshopping"                  | Sophie Cecile Believe | 3:57    |  |
| 4.                                                 | "Is It Cold in the Water?"      | Sophie Believe        | 3:32    |  |
| 5.                                                 | "Infatuation"                   | Sophie Believe        | 4:40    |  |
| 6.                                                 | "Not Okay"                      | Sophie                | 1:49    |  |
| 7.                                                 | "Pretending"                    | Sophie                | 5:53    |  |
| 8.                                                 | "Immaterial"                    | Sophie Believe        | 3:53    |  |
| 9.                                                 | "Whole New World/Pretend World" | Sophie Believe        | 9:08    |  |
| Duração total:                                     | Duração total:                  | Duração total:        | 39:55   |  |

## Créditos e pessoal
Música
- Sophie – vocais principais (1–3, 6 e 9), vocais de fundo, produção e mixagem
- Cecile Believe – vocais principais (2–5, 8 e 9) e vocais de fundo (1)
- Noonie Bao – vocais de fundo
- Banoffee – vocais de fundo (8)[43]
- Nick Harwood – vocais de fundo
- Benjamin Long – mixagem, engenharia vocal, engenharia de estúdio

Capa
- Eric Wrenn – direção artística
- Charlotte Wales – fotografia
- Julia Wagner – cenografia
- Coco Campbell – design do vestido
- Emily Schubert – design (design do vestido)
- B34 – design (têxteis)
- Nick Harwood – direção criativa
- Sophie – direção criativa

## Desempenho nas paradas musicais
| Parada (2018–2021)                                     | Melhor posição |
| ------------------------------------------------------ | -------------- |
| Nova Zelândia (RMNZ Heatseeker Albums)                 | 6              |
| Escócia (OCC)                                          | 61             |
| Reino Unido (OCC Album Downloads)                      | 30             |
| Reino Unido (OCC Dance Albums)                         | 2              |
| Reino Unido (OCC Independent Albums)                   | 20             |
| Estados Unidos (Billboard Heatseekers Albums)          | 21             |
| Estados Unidos (Billboard Top Dance/Electronic Albums) | 15             |

## Histórico de lançamento
| Região | Data                   | Formato          | Gravadora                            | Ref.        |
| ------ | ---------------------- | ---------------- | ------------------------------------ | ----------- |
| Várias | 15 de junho de 2018    | Download digital | Transgressive Future Classic MSMSMSM | [ 8 ] [ 9 ] |
| Várias | 21 de dezembro de 2018 | Vinil            | Transgressive Future Classic MSMSMSM | [ 51 ]      |